# Apterosperma
Apterosperma je monotipski biljni rod drveća ili grmova iz porodice čajevki (Theaceae). Jedina je vrsta A. oblata, endem iz Kine koji se javlja na visina od 800 do 1 300 metara u provincijama Guangdong i Guangxi. Naraste 3 do 10 metara visine.
Rod je opisan 1976.